# Gabriel Ramírez
Gabriel Omar Ramírez (n. Corrientes, Provincia de Corrientes, Argentina; 29 de junio de 1995) es un futbolista argentino. Juega de volante y su equipo actual es el Club Ferro Carril Oeste, de la Primera Nacional.

## Trayectoria

### Quilmes
El mediocampista central, que viene de las Inferiores de Club Atlético Lanús, se convirtió en la séptima incorporación del Cervecero de cara al comienzo de la parte más exigente de la pretemporada. Con 21 años, firmó su primer contrato luego de disputar la Copa Libertadores Sub-20 a comienzos de 2016, donde jugó cinco encuentros y metió dos goles. Los últimos antecedentes del volante central se remontan al 2015, cuando salió campeón con la Cuarta División del Granate, club con el que disputó la Libertadores de la categoría sub-20. Además registró un paso por Talleres de Córdoba. Debutó con el club el 22 de julio de 2016 por Copa Argentina en el empate por 2-2 frente a Unión Aconquija, que luego perdería por 4-2 en penales. Convirtió su primer gol el 2 de diciembre en la derrota 1-3 contra Sarmiento de Junín.

### Talleres de Córdoba
Luego del descenso de Quilmes, Ramírez regresó a Lanús, para volver a cederlo a Talleres de Córdoba, donde estuvo en 2015. Debutó el 10 de septiembre en la derrota por 2-1 frente a Godoy Cruz. En la T no tuvo tantos minutos, ya que solo disputó 6 partidos.

### Vuelta a Quilmes
Debido a su poca continuidad, regresó a Quilmes, que ahora disputaba la Primera B Nacional. En el Cervecero jugó 11 partidos de los 13 que se jugaron en la segunda parte del torneo.

### Atlético de Rafaela
Tras su buen paso por el club de Zona Sur, Ramírez se convirtió en refuerzo de Atlético de Rafaela para la temporada 2018-19. En la Crema disputó 15 partidos de liga y 1 de Copa Argentina.

### Segundo regreso a Quilmes
En 2019 volvió a Quilmes para jugar en su tercer etapa con el Cervecero. Su regreso ocurrió el 18 de agosto, en la victoria por 1-2 sobre Tigre. También regresó al gol después de casi 3 años en el empate a 1 contra Deportivo Riestra.

## Estadísticas

### Clubes
- Actualizado hasta el 28 de junio de 2025.

| Quilmes Argentina | 1.ª                 | 2016-17             | 22  | 2 | 2 | 0 | - | - | 24  | 2 | 0.08 |
| Quilmes Argentina | 2.ª                 | 2017-18             | 11  | 0 | - | - | - | - | 11  | 0 | 0    |
| Quilmes Argentina | 2.ª                 | 2019-20             | 21  | 1 | - | - | - | - | 21  | 1 | 0.05 |
| Quilmes Argentina | Total club          | Total club          | 54  | 3 | 2 | 0 | - | - | 56  | 3 | 0.05 |
| Talleres (C) Argentina | 1.ª                 | 2017-18             | 6   | 0 | 0 | 0 | - | - | 6   | 0 | 0    |
| Talleres (C) Argentina | Total club          | Total club          | 6   | 0 | 0 | 0 | - | - | 6   | 0 | 0    |
| Atlético de Rafaela Argentina | 2.ª                 | 2018-19             | 15  | 0 | 1 | 0 | - | - | 16  | 0 | 0    |
| Atlético de Rafaela Argentina | Total club          | Total club          | 15  | 0 | 1 | 0 | - | - | 16  | 0 | 0    |
| Boca Unidos Argentina | 3.ª                 | 2020                | 4   | 2 | 1 | 1 | - | - | 5   | 3 | 0.6  |
| Boca Unidos Argentina | Total club          | Total club          | 4   | 2 | 1 | 1 | - | - | 5   | 3 | 0.6  |
| Atlanta Argentina | 2.ª                 | 2021                | 26  | 0 | 0 | 0 | - | - | 26  | 0 | 0    |
| Atlanta Argentina | Total club          | Total club          | 26  | 0 | 0 | 0 | - | - | 26  | 0 | 0    |
| Larisa · Grecia | 2.ª                 | 2021-22             | 17  | 1 | 0 | 0 | - | - | 17  | 1 | 0.06 |
| Larisa · Grecia | 2.ª                 | 2022-23             | 0   | 0 | 0 | 0 | - | - | 0   | 0 | 0    |
| Larisa · Grecia | Total club          | Total club          | 17  | 1 | 0 | 0 | - | - | 17  | 1 | 0.06 |
| Mitre (SdE) Argentina | 2.ª                 | 2023                | 26  | 0 | - | - | - | - | 26  | 0 | 0    |
| Mitre (SdE) Argentina | Total club          | Total club          | 26  | 0 | - | - | - | - | 26  | 0 | 0    |
| San Telmo Argentina | 2.ª                 | 2024                | 39  | 2 | - | - | - | - | 39  | 2 | 0.05 |
| San Telmo Argentina | Total club          | Total club          | 39  | 2 | - | - | - | - | 39  | 2 | 0.05 |
| Ferro Carril Oeste Argentina | 2.ª                 | 2025                | 15  | 0 | - | - | - | - | 15  | 0 | 0    |
| Ferro Carril Oeste Argentina | Total club          | Total club          | 15  | 0 | - | - | - | - | 15  | 0 | 0    |
| Total en su carrera | Total en su carrera | Total en su carrera | 202 | 8 | 4 | 1 | - | - | 206 | 9 | 0.04 |
| (1) Las copas nacionales se refiere a la Copa Argentina y a la Copa de Grecia. (2) Las copas internacionales se refiere a la Copa Libertadores y a la Copa Sudamericana. (3) Media de goles por encuentro. No incluye goles en partidos amistosos. |                     |                     |     |   |   |   |   |   |     |   |      |